# Kanton Boulogne-sur-Mer-2
Kanton Boulogne-sur-Mer-2 (francouzsky Canton de Boulogne-sur-Mer-2) je francouzský kanton v departementu Pas-de-Calais v regionu Hauts-de-France. Tvoří ho čtyři obce a část města Boulogne-sur-Mer. Zřízen byl v roce 2015.

## Obce kantonu
- Boulogne-sur-Mer (část)
- Baincthun
- Echinghen
- Le Portel
- Saint-Martin-Boulogne